# Méribel
Méribel is een wintersportgebied dat deel uitmaakt van het megaskigebied Les 3 Vallées in het departement Savoie in Frankrijk. Skidorpen in Méribel zijn Les Allues, Méribel-Centre, Méribel-Mottaret en Méribel-Village.
Méribel heeft een hooggelegen vliegveld, de Altiport de Méribel.

## Sport
Méribel is twee keer etappeplaats geweest in de wielerkoers Ronde van Frankrijk. De ritwinnaars in Méribel zijn:
- 1973: Bernard Thévenet
- 2020: Miguel Ángel López

In 2020 lag de finish van de etappe op de Col de la Loze.